# Jezuitska prodaja sužnjev leta 1838
19. junija 1838 so se jezuiti iz province Maryland dogovorili o prodaji 272 sužnjev dvema louisianskima plantažnikoma, Henryju Johnsonu in Jesseju Bateyju, za 115.000 USD (to bi bilo preračunano približno 2,81 milijonov v letu 2021). Prodaja je bila vrhunec kontroverznega in dolgotrajnega spora med jezuitskimi duhovniki v Marylandu, ali naj obdržijo, prodajo ali osvobodijo sužnje ter ali naj se osredotočijo na svoje podeželske posesti ali na rastoča mestna misijonska območja, vključno z njihovimi šolami.
Leta 1836 je Jan Roothaan, vrhovni general jezuitov, pooblastil provinciala, da izvede prodajo pod tremi pogoji: sužnji morajo imeti možnost izvajanja svoje katoliške vere, družine se ne smejo ločiti, in izkupiček prodaje se sme uporabiti samo za podporo izobraževanju jezuitov v usposabljanju. Kmalu pa je postalo jasno, Roothaanovi pogoji niso bili v celoti izpolnjeni. Jezuiti so končno prejeli plačilo s precejšnjo zamudo in nikoli niso dobili celotnih 115.000 dolarjev. Dostavljenih je bilo le 206 od 272 sužnjev, saj so jezuiti starejšim in tistim, ki so imeli blizu živeče zakonce, dovolili, da so ostali v Marylandu.
Prodaja je takoj sprožila ogorčenje med drugimi jezuiti. Nekateri so Roothaanu napisali čustvena pisma, v katerih so obsodili nemoralnost prodaje. Končno je Roothaan odstavil Thomasa Mulledyja kot provincialnega predstojnika zaradi neposlušnosti in spodbujanja k škandalu, in sicer ga je za več let izgnal v [[Nicaas provincial superior for disobeying orders and promoting scandal, exiling him to Nico. Kljub poročanjem o lastništvu sužnjem pri marylandskih jezuitih in prodaji leta 1838 v znanstveni literaturi so bile te informacije za javnost leta 2015 presenečenje in so spodbudile študijo o zgodovinskem odnosu med Univerzo v Georgetownu in jezuiti ter suženjstvom. Georgetown in Kolegij svetega Križa (College of the Holy Cross) sta preimenovala stavbe, Jezuitska konferenca Kanade in Združenih držav Amerike pa se je zavezala, da bo zbrala 100 milijonov dolarjev za potomce sužnjev, ki so si jih lastili jezuiti.